# Římskokatolická farnost Vsetín
Římskokatolická farnost Vsetín je územní společenství římských katolíků s farním kostelem Nanebevzetí Panny Marie v děkanátu Vsetín. 

## Historie farnosti
První písemné zmínky o Vsetíně pocházejí z přelomu 13. a 14. století. Současný farní kostel pochází z konce 17. století. Budova měla původně jiné určení – majitel panství hrabě Jiří Illésházy chtěl vybudovat nový zámek, ale po vyhoření původního dřevěného kostelíku a fary roku 1683 věnoval nedokončenou stavbu zámku katolické církvi. Po nutných úpravách byl kostel vysvěcen roku 1689.

## Duchovní správci
Do června 2025 byl farářem a děkanem R. D. Mgr. Zdeněk Mlčoch. Od července téhož roku jej vystřídal R. D. Mgr. Tomasz Żurek.

## Bohoslužby
| Kostel                  | Místo  | Bohoslužba (den)                                                    | Hodina                                                                     |                                                                   | Poznámka     |
| ----------------------- | ------ | ------------------------------------------------------------------- | -------------------------------------------------------------------------- | ----------------------------------------------------------------- | ------------ |
| Nanebevzetí Panny Marie | Vsetín | neděle pondělí úterý středa čtvrtek pátek 1. sobota v měsíci sobota | 8.30,18.00 7.00 18.00 7.00 18.00 7.00,18.00 7.00 18.00 s nedělní platností | nemocniční kaple sv. Růženy - každou středu (září-červen) v 16:30 | farní kostel |

## Aktivity ve farnosti
Farnost se pravidelně zapojuje do projektu Noc kostelů. V roce 2006 byl v sousedství kostela vybudován Pastorační dům, kde se soustřeďují aktivity farnosti.
Při kostele funguje knihovna.
V souvislosti s přípravou dětí na první svaté přijímání se malí školáci začátkem února představují farnosti a farníci se za budoucí prvokomunikanty následující čtyři měsíce společně modlí před každou mší svatou.
V roce 2016 zasvětili věřící město i farnost do ochrany Panny Marie Neposkvrněné.
Listopadový Den Bible oslavili v roce 2017 farníci čtyřiadvacetihodinovým čtením textů Nového zákona, ve kterém se střídali po půl hodinách. Zároveň tak měli možnost vyzkoušet si úlohu lektora.
Farnost vydává každý měsíc časopis Farní listy, od roku 2013 pořádá na začátku kalendářního roku farní ples.